# روري بولدينغ
روري بولدينغ (بالإنجليزية: Rory Boulding)‏ هو لاعب كرة قدم بريطاني في مركز الهجوم، ولد في 21 يوليو 1988 في شفيلد في المملكة المتحدة. لعب مع برادفورد سيتي ودندي يونايتد ونادي أكرينغتون ستانلي ونادي فالكيرك ونادي كيلمارنوك ونادي ليفينغستون ونادي مانسفيلد تاون.

## وصلات خارجية
- روري بولدينغ على موقع قاعدة بيانات كرة القدم.إي يو (الإنجليزية)
- روري بولدينغ على موقع Soccerway.com (الإنجليزية)